# The Chaperone - In gita per caso
The Chaperone è un film del 2011 diretto da Stephen Herek, e prodotto dalla WWE Studios. Il protagonista è Triple H, mentre gli altri attori principali sono Yeardley Smith, Ariel Winter, Kevin Corrigan, José Zúñiga, Kevin Rankin, Enrico Colantoni, e Israel Broussard.
Il film ha ricevuto delle critiche estremamente negative, ed è stato un flop, incassando 14400 $ con un budget di 3000000 $.

## Trama
Ray Bradstone è appena uscito dal carcere, e vuole subito recuperare il suo rapporto con sua figlia Sally, e con sua moglie Lynne. Visto che Ray fatica a trovare un lavoro onesto, il suo vecchio equipaggio di rapine, guidato da Phillip Larue, gli offre un ultimo lavoro. In un primo momento è d'accordo, ma poi cambia idea all'ultimo secondo lasciando l'equipaggio senza conducente. Ray decide invece di fare da accompagnatore per la gita scolastica di Sally. Quando la rapina va storto, Larue accusa Ray e insegue il bus della scuola fino a New Orleans. Ray deve allora fare i conti con Larue, mentre supervisiona la classe di Sally in quella che diventa una delle gite scolastiche più folli di sempre.

## Accoglienza
The Chaperone ha ricevuto delle critiche estremamente negative. Le recensioni del sito web Rotten Tomatoes danno al film un punteggio del 29% in base alle recensioni di 17 critici. Metacritic dà un punteggio di 33/100 su una base delle recensioni di 11 critici.

## Riconoscimenti
| Anno | Premio              | Categoria                                                 | Destinatario (i) | Risultato   |
| ---- | ------------------- | --------------------------------------------------------- | ---------------- | ----------- |
| 2012 | Young Artist Awards | Best Performance in a Feature Film: Leading Young Actress | Ariel Winter     | Candidato/a |